# August Oncken
August Oncken, född den 10 april 1844 i Heidelberg, död den 10 juli 1911 i Schwerin, var en tysk nationalekonom, bror till Wilhelm Oncken, farbror till Hermann Oncken.
Oncken studerade i München, Heidelberg och Berlin, levde 1865-71 i storhertigdömet Oldenburg och habiliterade sig 1872 i Wien. 1870/71 blev han privatdocent för nationalekonomi och statistik vid polytekniska skolan i Stuttgart, 1877 blev han professor vid Polytechnikum i Aachen, varifrån han 1878 kallades till universitetet i Bern.